# Anapausis sulcata
Anapausis sulcata är en tvåvingeart som beskrevs av Oswald Duda 1928. Anapausis sulcata ingår i släktet Anapausis och familjen dyngmyggor. Inga underarter finns listade i Catalogue of Life.